# Caswell

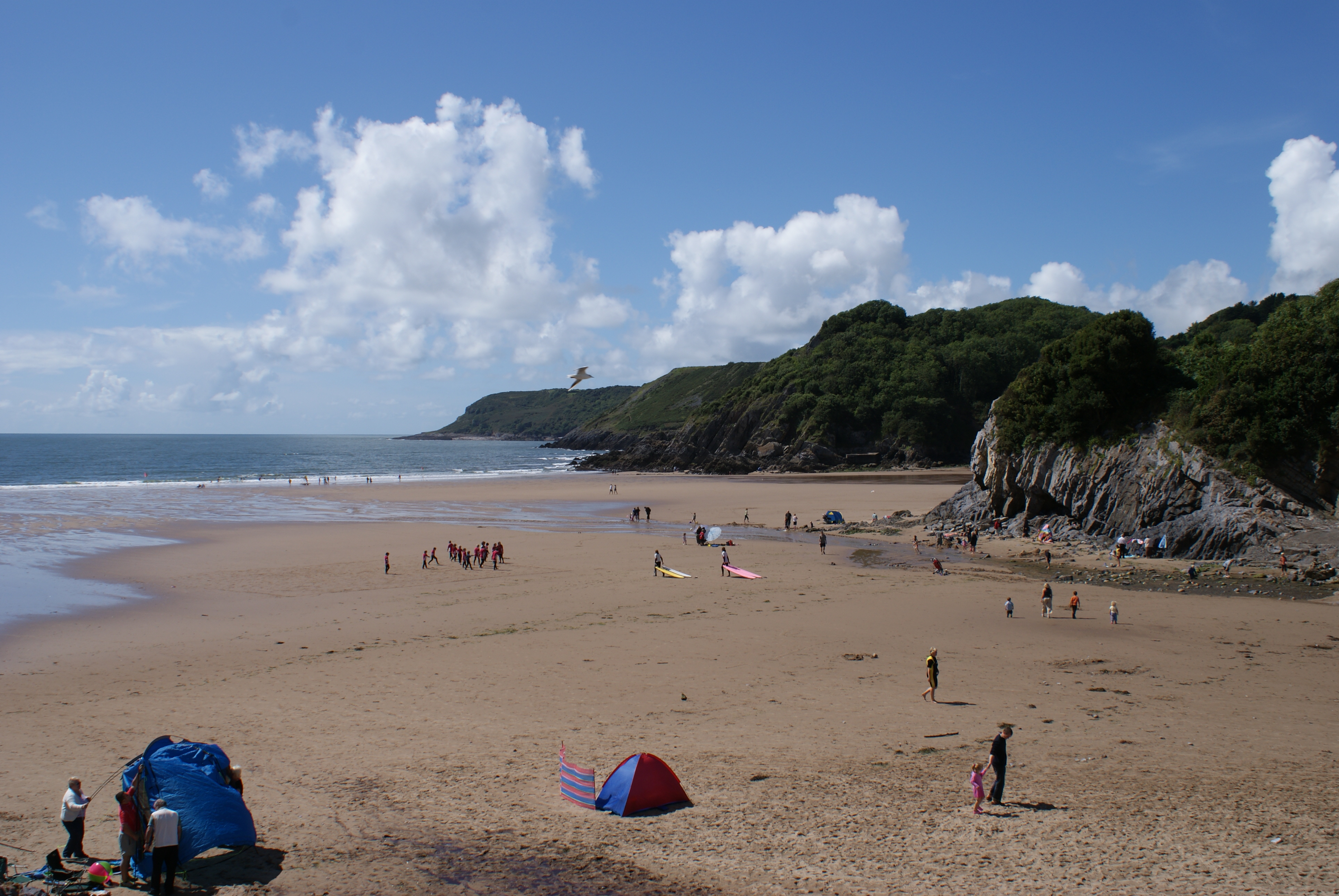
Caswell Bay v srpnu 2011

Caswell (anglicky Caswell Bay) je zátoka, pláž a populární rekreační středisko na jihovýchod od poloostrova Gower, nedaleko města Swansea ve Walesu, a nachází se v blízkosti vesnice Mumbles.
Přístup na pláž je snadný. Za písečnou pláží se nachází rekreační park. Caswell je ideální pro surfing, a také pro rekreační pobyt v blízkých hotelech. Pláž často dostává ocenění „Blue Flag“ (modrá vlajka).[zdroj?]
V roce 2006 byla Caswell Bay uvedena jako jedna z 50 nejlepších pláží ve Velké Británii v deníku The Guardian.